# Medisch Centrum voor Biofysische Geneeskunde
Het Medisch Centrum voor Biofysische Geneeskunde (MeCeBi) is een centrum in Putten, Ede en Hoogeveen, met speciale aandacht voor pijnklachten en acute/chronische ziekten en kwalen. Aan het centrum zijn artsen, medisch specialisten, natuurgeneeskundigen en verpleegkundigen verbonden.
Het centrum hanteert de nieuwste methoden voor diagnose en therapie. Hierdoor is deze praktijk beter in staat om de werkelijke oorzaken van ziekten en/of klachten te diagnosticeren, om deze vervolgens pijnvrij en zonder schadelijke bijwerkingen te behandelen. Er wordt patiënt-gericht behandeld. De meeste ziektekostenverzekeraars vergoeden de behandelingen gedeeltelijk.
In deze praktijk wordt complementair gewerkt, dat wil zeggen naast, maar in collegiale samenwerking met de reguliere geneeskunde. Hierdoor zijn al diverse nationale en internationale samenwerkingsverbanden ontstaan.